# Fringilla montifringilla
El pinzón real (Fringilla montifringilla) es una especie de ave paseriforme de la familia Fringillidae caracterizada por poseer vientre blanco, alas oscuras con una franja alar inferior blanquecina y superior naranja, cabeza parda y pico amarillo. Es menos común que el pinzón vulgar, pero puede vérsele reunido en bandadas conspicuas en Europa Central, sobre todo en invierno.
Su reclamo es duro, nasal; y su canto, zumbante, también nasal.
Se alimenta de semillas e insectos, que captura en el suelo.

## Hábitat
Cría en Escandinavia y el noreste de Europa, en los bosques caducifolios. En invierno se encuentra por toda Europa, sobre todo en bosques de hayas, abedules y abetos; puede formar bandadas enormes: desde docenas hasta millones de ejemplares. En la Meseta Central inverna en bosques galería, riparios, como alamedas o choperas, rodeados de terrenos abiertos de cultivo, en los que busca semillas, mostrando predilección por rastrojos de girasol y melonares.

## Reproducción
Su nido tiene forma de taza, y está forrado de liquen, corteza, raíces, tallos, pelo y plumas; alberga de 5 a 7 huevos, puestos en una nidada de mayo a junio. Pone el nido entre las ramas de los árboles mimetizándolo muy bien. Los huevos son incubados durante dos semanas.